# Fimbristylis blakei
Fimbristylis blakei är en halvgräsart som beskrevs av Latz. Fimbristylis blakei ingår i släktet Fimbristylis och familjen halvgräs. Inga underarter finns listade i Catalogue of Life.